# Medicago lanigera
Medicago lanigera là một loài thực vật có hoa trong họ Đậu. Loài này được C.Winkl. & B.Fedtsch. miêu tả khoa học đầu tiên.